# Trachemys ornata
La jicotea ornada (Trachemys ornata) es una especie de  tortuga de la familia Emydidae, que se encuentra en Guerrero, Jalisco, Nayarit y Sinaloa al occidente de México.

## Descripción
Miden entre 33 y 38 cm de longitud. La cabeza presenta dos manchas alargadas de color amarillo pálido. Presenta caparazón de color verde claro, con ocelos de color ammarillo a naranja o rosado. El plastrón es amarillo claro, con dibujos de color verde claro, que con la edad se van difuminando.